# Cornelia Parker
Cornelia Ann Parker OBE, RA (nacida en 1956) es una escultora y artista conceptual inglesa.

## Carrera
Parker estudió en el Gloucestershire College of Art and Design (1974-75) y en el Wolverhampton Polytechnic (1975-78). Recibió su MFA de la Universidad de Reading en 1982 y un doctorados honoris causa de la Universidad de Wolverhampton en 2000, la Universidad de Birmingham (2005), la Universidad de Gloucestershire (2008) y la Universidad de Mánchester (2017). En 1997, Cornelia Parker fue preseleccionada para el Premio Turner junto a las artistas Christine Borland, Angela Bulloch y Gillian Wearing (quien ganó el premio). Parker es actualmente Profesora Honoraria de la Universidad de Mánchester.
Parker está casada, tiene una hija, vive y trabaja en Londres. La madre de Parker era alemana y fue enfermera en la Luftwaffe durante la Segunda Guerra Mundial. Su abuelo británico luchó en la Batalla del Somme en la Primera Guerra Mundial. Su padre pertenecía en gran parte a una familia tradicional y no creía en enviar a sus hijos a la educación superior.
Esto a su vez empujó a Parker a querer seguir estudiando aún más, ya que no quería seguir viviendo de la misma manera que su familia durante décadas sumida en la clase baja. Sus dos padres murieron en fechas cercanas en 2007, lo que hizo que su trabajo reflejara este momento "oscuro" en su vida. Al principio de su vida, hizo todo lo posible por mantenerse alejada del título de artista "feminista", pero luego se adhirió a dicha ideología.
Parker es conocida por sus esculturas a gran escala, como Cold Dark Matter: An Exploded View (1991), exhibida por primera vez en la Chisenhale Gallery en Bow, Londres. En 1997, en la exposición del Premio Turner, Parker exhibió la Mass (Colder Darker Matter) (1997), suspendiendo los restos calcinados de una iglesia que había sido alcanzada por un rayo en Texas. Ocho años después, Parker elaboró una pieza llamada Anti-Mass (2005), usando carbón vegetal de una iglesia en Kentucky que había sido destruida por un incendio provocado.